# Heneage Finch (1er comte de Nottingham)
Pour les articles homonymes, voir Heneage Finch.
Heneage Finch (23 décembre 1621 – 18 décembre 1682), Lord grand chancelier d'Angleterre, est un descendant de l'ancienne famille Finch, le fils aîné d'Heneage Finch, Enregistreur de Londres, et de sa première épouse Frances Bell, fille de Edmond Bell (en) de Beaupre Hall, Norfolk.

## Formation
Il fait ses études à Westminster School et à Christ Church, à Oxford, où il reste jusqu'à ce qu'il devienne membre de l'Inner Temple en 1638. Il est appelé à la barre en 1645, et obtient rapidement une pratique lucrative.
Il épouse Elizabeth Harvey, fille du plus jeune frère de William Harvey, Daniel, et de son épouse Elizabeth Kinnersley, le 30 juillet 1646, et ils ont cinq enfants, Daniel, Heneage, Margaret, Elizabeth et William. En avril 1660, il fut élu député de Canterbury et Mitchell dans le Parlement Convention et a choisi de siéger pour Canterbury. Peu de temps après, il est nommé solliciteur général, puis est fait baronnet après avoir été fait chevalier. En mai 1661, il est élu député de l'Université d'Oxford dans le Parlement Cavalier. En 1665, l'université lui décerne un D. C. L. En 1670, il devient procureur général, et en 1675, Lord Chancelier. Il est créé baron Finch en janvier 1673 et comte de Nottingham en mai 1681.
Il est mort dans la Grande Rue Queen, à Londres et est enterré dans l'église de Ravenstone dans le Buckinghamshire. Son fils Daniel hérite de son comté, et plus tard hérite aussi du comté de Winchelsea. Son plus jeune fils Heneage Finch, a également une brillante carrière en tant qu'avocat et homme politique et est solliciteur général entre 1679 et 1686. Sa fille Elisabeth épouse Sir Samuel Grimston (3e baronnet). Sa fille Marguerite épouse Denis MacCarthy de la MacCarthy Reagh.

## Complot Papiste
Pendant le Complot papiste, il a une part active dans l'interrogatoire des témoins et la préparation des preuves de la Couronne. Il se comporte avec modération et retenue au cours de l'affaire, comme le montre plus particulièrement sa conduite impartiale, comme Lord grand intendant du procès de William Howard (1er vicomte Stafford). Kenyon note que lors de l'examen de l'indicateur Miles Prance, Finch le menace avec le chevalet, mais une telle attitude n'est pas habituelle chez Finch.

## Kensington House
Le bâtiment original du début du XVIIe siècle est construit dans le village de Kensington sous le nom de Nottingham House pour le comte de Nottingham. Il est acquis auprès de son héritier, qui est secrétaire d'État de Guillaume III, en 1689, parce que le roi veut une résidence près de Londres, mais loin de la fumée de la capitale, parce qu'il est asthmatique. À l'époque, Kensington est un village de la banlieue à l'extérieur de Londres, mais plus accessible que le Château de Hampton Court. Un chemin privé est aménagé à partir du Palais de Hyde Park Corner, suffisamment large pour plusieurs voitures.

## Caractère
Ses contemporains des deux bords politiques le tiennent en haute estime pour son intégrité, sa modération et son éloquence, tandis que ses compétences d'avocat sont suffisamment attestées par le fait qu'il est toujours présenté comme le père de l'équité. Sa contribution la plus importante est Le Statut de Fraudes. Alors qu'il est procureur général, il a supervisé l'édition des Rapports de Sir Henry Hobart (1671). Il a également publié Plusieurs Discours et des Discours dans le Tryal des Juges du Roi Charles 1er.  (1660); Discours devant les deux chambres du Parlement (1679); Discours de la sentence du Vicomte de Stafford (1680).